# Nachau (stacja kolejowa)
Nachau (biał. Нахаў, ros. Нахов) – stacja kolejowa w miejscowości Nachauski, w rejonie kalinkowickim, w obwodzie homelskim, na Białorusi. Leży na linii Homel - Łuniniec - Żabinka.
Nazwa pochodzi od oddalonej o 3,2 km wsi Nachau.